# Agrippino (magister militum)
Agrippino, (latino: Agrippinus) (Gallia, ... – ...; fl. V secolo), è stato un generale romano dell'Impero d'Occidente, magister militum per Gallias sotto gli imperatori Valentiniano III, Petronio Massimo, Avito e Libio Severo e strettamente legato a Ricimero.

## Biografia
Nativo della Gallia, fu comes e magister militum per Gallias tra il 452 circa e il 456/457. Fu inviato in Gallia per ripristinare l'ordine; secondo l'agiografia di Aniano, vescovo di Aurelianum (Orléans), fu ferito e miracolosamente guarito dal presbitero, e, come segno di benevolenza e ringraziamento, rilasciò tutti i prigionieri.
Nel 456 o 457 fu sostituito nella carica da Egidio, collaboratore del nuovo imperatore Maggioriano, in quanto Agrippino era troppo legato al precedente imperatore di origine gallica, Avito, deposto e ucciso con l'accusa di aver tramato di concedere alcune province romane ai barbari. Agrippino fu accusato di aver collaborato a tale progetto e fu processato a Roma. Secondo la Vita Lupicini, Agrippino fu condannato senza che gli fosse concesso di appellarsi all'imperatore o al Senato romano: sarebbe poi riuscito ad evadere, scampando così alla morte, ma, saputo di aver riottenuto il favore imperiale, si consegnò agli agenti imperiali e ottenne di essere rimandato in Gallia con tutti gli onori. Una possibile interpretazione di questo racconto è che Agrippino cadde in disgrazia presso Maggioriano, ma che fu invece favorito dal successore di questi, Libio Severo, e, soprattutto, dal magister militum ed effettivo detentore del potere Ricimero.
Libio Severo era infatti salito al trono nel 461, dopo che Ricimero aveva fatto assassinare Maggioriano; il nuovo imperatore non era stato riconosciuto da Egidio, e Ricimero decise allora di rimandare Agrippino in Gallia a opporglisi, nominandolo magister militum per Gallias (461 o 462). Allo scopo di ottenere il sostegno dei Visigoti contro Egidio, Agrippino accettò di consegnare loro Narbona.